# Monselice
Monselice – miejscowość i gmina w północno-wschodnich Włoszech, w regionie Wenecja Euganejska, w prowincji Padwa, ok. 20 km na południe od Padwy.
Według danych na rok 2004 gminę zamieszkiwało 16 507 osób, 330,1 os./km².

## Historia
Zgodnie z podaniami miasto założył Ossicella, towarzysz Antenora, po ucieczce z Troi. Najstarsze ślady pobytu człowieka pochodzą z epoki brązu.
Rzymianie nazywali to miejsce Mons Silicis czyli Kwarcytowe Góry i prawdopodobnie wydobywali w lokalnych kamieniołomach trachit.
Najstarszy dokument dotyczący miasta pochodzi z roku 568 i mówi o zdobyciu go przez Longobardów. Przez krótki czas było w posiadaniu Bizancjum. Z tego okresu pochodzą najstarsze fortyfikacje. W XII w. miasto tworzyło niezależną komunę. W XIII w. stało po stronie Gibelinów, a przeciwko Gwelfom w walkach papiestwa z cesarzem Fryderykiem II. Przywódca Gibelinów Ezzelino III da Romano ufortyfikował miasto. Później miastem rządziły rody della Scala z Werony, a następnie Carraresi z Padwy. W XV w. przyłączone do Republiki Weneckiej. Po wojnach napoleońskich należało do Austrii. W roku 1866 przyłączone do Królestwa Włoch.

## Zabytki
Do najważniejszych zabytków należą:
- średniowieczny zamek na wzgórzu;
- Villa Nani;
- romański kościół Santa Giustina z XII w.;
- sanktuarium Santuario delle Sette Chiese;
- Villa Duodo;
- wieża strażnicza na wzgórzu.